# Karlheinz Essl junior

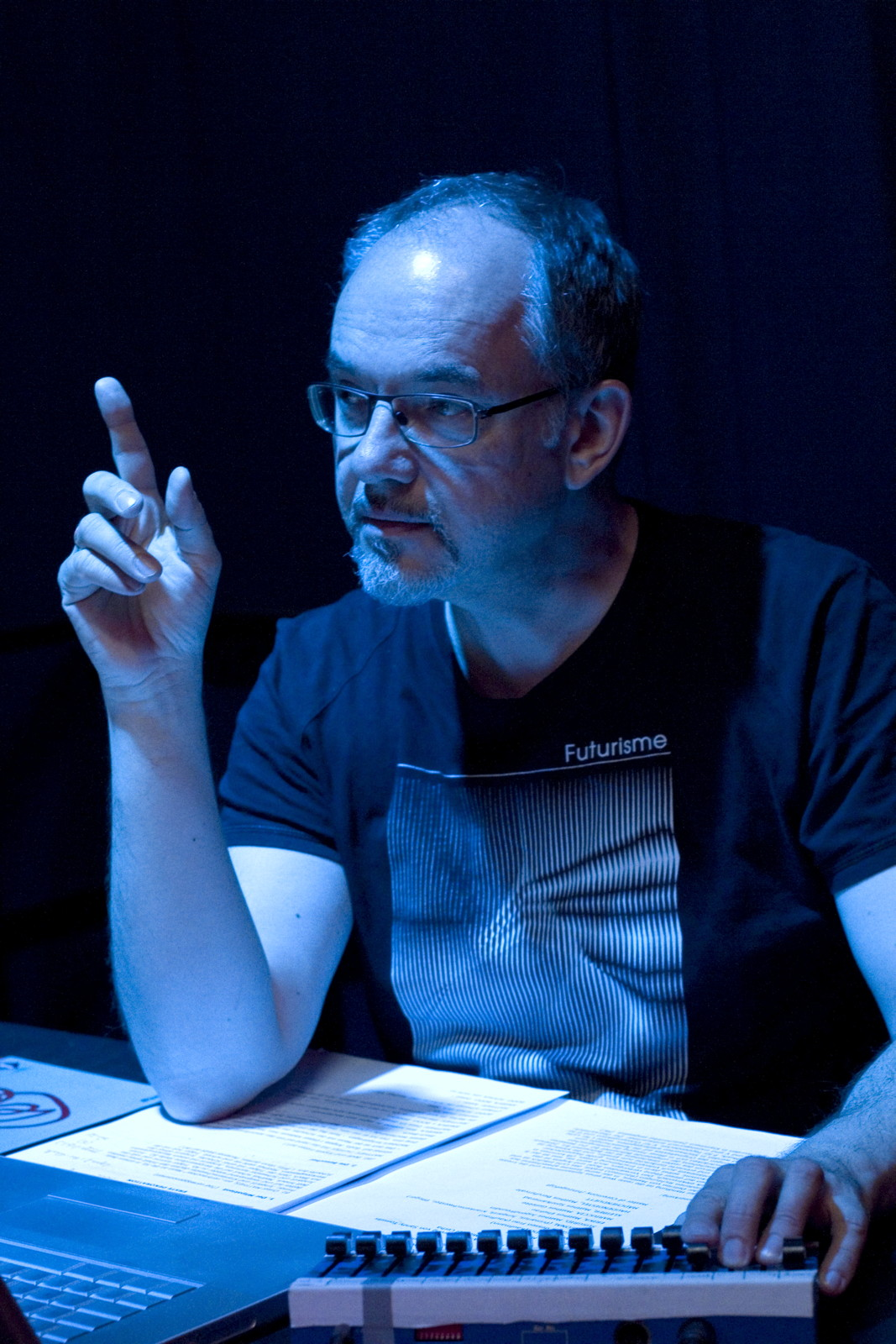
Karlheinz Essl, 2011

Karlheinz Essl junior (* 15. August 1960 in Wien) ist ein österreichischer Komponist, Klangkünstler, Elektronik-Performer, Musik-Kurator und Kompositionsprofessor. Er ist der älteste Sohn von Karlheinz Essl senior, einem Unternehmer und Kunstsammler.

## Leben
Nach einer Ausbildung zum Chemiker an der HBLVA Wien XVII (Rosensteingasse) studierte Essl Musikwissenschaft und Kunstgeschichte an der Universität Wien und wurde dort 1989 mit einer Dissertation Das Synthese-Denken bei Anton Webern promoviert. Daneben studierte er an der Wiener Musikhochschule Komposition bei Friedrich Cerha, elektroakustische Musik bei Dieter Kaufmann und Kontrabass. Nach Abschluss seines Studiums hatte er Kontakt zu Gottfried Michael Koenig in Utrecht. Auf Einladung des IRCAM (Paris) lebte er zwischen 1991 und 1993 in Paris und beschäftigte sich intensiv mit echtzeitgenerierter algorithmischer Komposition, was seinen Niederschlag in der Lexikon-Sonate – einer unendlichen Komposition für computergesteuertes Klavier – fand, die er später als Software veröffentlichte. Zu dieser Zeit führte er in Zusammenarbeit mit Harald Naegeli (dem Sprayer von Zürich) das Performance-Projekt Partikel-Bewegungen in mehreren europäischen Städten durch. Sein Interesse an spartenübergreifenden Projekten brachte ihn in Kontakt zum Schriftsteller Andreas Okopenko und zu Künstlern wie Hermann Nitsch und Jonathan Meese, mit denen er als Komponist zusammenarbeitete. Von 1990 bis 1994 wirkte Essl als composer-in-residence bei den Darmstädter Ferienkursen für Neue Musik.
Nach Auseinandersetzung mit experimenteller Rockmusik (gemeinsam mit Jack Hauser) spielte Essl bis 1983 Kontrabass in verschiedenen Kammermusik- und Jazz-Formationen. Während seines Musikwissenschaftsstudiums setzte er sich mit mittelalterlicher Musik und deren Aufführungspraxis auseinander. Theoretische und kompositorische Aufarbeitung serieller Denkansätze, Untersuchungen zur Formalisierbarkeit musikalischer Prozesse (Computer Aided Composition) führten zur Entwicklung von „Software-Environments“ für Algorithmische Komposition. Er verfasste zahlreiche Veröffentlichungen zur zeitgenössischen Kompositionstheorie.
Von 1995 bis 2006 unterrichtete Karlheinz Essl Algorithmische Komposition am Studio for Advanced Music and Media Technology der Anton Bruckner Privatuniversität in Linz. Er gab Gastvorlesungen an Musik- und Kunstuniversitäten in Graz, Toronto, Kopenhagen, Köln, Stuttgart, Groningen, Antwerpen und Wien. Seit Herbst 2007 bekleidet er eine Kompositionsprofessur für elektroakustische und experimentelle Musik an der Universität für Musik und darstellende Kunst Wien.
1997 Komponistenporträt bei den Salzburger Festspielen in der Reihe next generation, 2004 Würdigungspreis des Landes Niederösterreich für Musik. Von 1994 bis 2016 war er Musikintendant der Sammlung Essl in Klosterneuburg bei Wien.
Neben Instrumentalwerken und Kompositionen mit Live-Elektronik entwickelt Essl auch Realtime-Kompositionen, Improvisationskonzepte, Klangkunst, site-spezifische Musik- und Raumperformances sowie Internetprojekte. Als Liveperformer trat er von 1998 bis 2016 mit seinem selbstentwickelten computerbasierten Metainstrument m@ze°2 auf, gelegentlich auch als E-Gitarrist. Seit 2022 beschäftigt er sich mit analogen Modular-Synthesizern.

## Werkauswahl
- Helix 1.0 für Streichquartett (1986)
- met him pike trousers für großes Orchester (1987)
- Rudiments für 4 räumlich verteilte kleine Trommeln (1989)
- ...et consumimur igni für 3 räumlich verteilte Ensemblegruppen (1990)
- In's Offene! für Flöte, Bassklarinette, Violine und Violoncello (1991)
- Partikel-Bewegungen. Graphically notated music mobile for wind instruments, voice(s) or church organ (1991–2016)
- Entsagung für Ensemble und Live-Elektronik (1993)
- Lexikon-Sonate unendliche Echtzeitkomposition für computergesteuertes Klavier (1992–2010)
- Déviation für Ensemble (1993)
- absence für Violine solo (1996)
- à trois/seul für Streichtrio (1998)
- mise en scène für 4 Ensemblegruppen (1998)
- more or less Echtzeitkomposition für Solisten und Elektronik (1999–2002)
- upward, behind the onstreaming it mooned für Streichquartett (2001)
- blur für Altflöte, Violoncello und Vibraphon (2003)
- Faites vos jeux! Klangspiel für räumlich verteilte Posaunen und/oder Violoncelli (2004)
- Kalimba für Spielzeugklavier und CD-Zuspielung (2005)
- WebernSpielWerk für Toy Piano, Orgel, Klavier oder Cembalo (2005)
- colorado für Saxophonquartett und Live-Elektronik (2005–2008)
- Von Hirschen und Röhren Klanginstallation für Beat Zoderer (2006–2007)
- 7x7 Klangspiel für 4 gleiche Instrumente – Fassungen für Klarinetten, Saxophone, Posaunen und E-Gitarren (2006–2009)
- AIRBORNE permanente Klanginstallation für die Berliner Humboldt-Universität (2006)
- Cinq für Bläserquintett (2007)
- FRÄULEIN ATLANTIS generative Sound- und Videoinstallation für Jonathan Meese (2007)
- Sequitur Zyklus für verschiedene Soloinstrumente und Live-Elektronik (2008)
- BOCHUMSTEP permanente Klanginstallation für Bochum (2008)
- while my guitars gently whip für 4 räumlich verteilte E-Gitarren (2008/2009)
- Detune für Oboe und großes Orchester (2009)
- Chemi(s)e für E-Gitarre und 2 Ensemblegruppen (2009)
- whatever shall be (2010) für Spielzeugklavier, Dreidel und Live-Elektronik
- Hypostasis für 3 Schlagzeuger (2010)
- Sterbebett mit Pappendeckeln (2011) elektronische Musik zu einem Bühnenwerk von Andreas Okopenko
- juncTions für Klavier (2 Spieler) und Live-Elektronik (2011–2012)
- under wood für 2 verstärkte Spielzeugklaviere (ein Spieler) und Ensemble (2012)
- Miles to go für 4 präparierte und verstärkte Spielzeugklaviere (2012)
- Pachinko für Spielzeugklavier und Computer (2013)
- Herbecks Versprechen elektronische Klangkomposition mit der Stimme von Ernst Herbeck (2014)
- VIRIBVS VNITIS für Cembalo und Spielzeugklavier (2014)
- RESONAVIT für Zither, Elektrogeige und Vibrationslautsprecher (2014)
- Omnia in omnibus sound/video/performance zum 650-jährigen Jubiläum der Universität Wien (2014)
- Autumn's leaving quasi una fantasia für Pipa und Live-Elektronik (2015)
- imagination Soundtrack für ein Papiertheaterstück von Ulrich Chmel (2015)
- river_run für Guzheng und Live-Elektronik (2016)
- exit*glue für Posaune und E-Gitarre (2016)
- tenet opera rotas Palindrom für Orgel (2020)
- Prendere il Fa für Orgel (2021)

## CD-Veröffentlichungen
- Whatever Shall Be: Music for Toy Instruments and Electronics, 10th Anniversary Extended Version, eingespielt von Isabel Ettenauer (col legno 2023)[2]
- ORGANO/LOGICS: Karlheinz Essls Orgelwerk, eingespielt von Wolfgang Kogert (col legno 2023)[3]
- Gold.Berg.Werk: Neuinterpretation von J.S. Bachs Goldberg-Variationen für Klavier und Elektronik, eingespielt von Xenia Pestova-Bennett und Ed Bennett (Ergodos 2021)[4]
- whatever shall be: Musik für Spielzeuginstrumente und Elektronik, gespielt von Isabel Ettenauer (Edition Eirelav 2013)[5]
- Gold.Berg.Werk: Bearbeitung der Goldberg-Variationen für Streichtrio und Elektronik (Preiser Records 2008)[6]
- SNDT®X: elektronische Musik #3 (tlhotra #23 2008)
- ©RUDE: elektronische Musik #2 (Lotus Records 2001)
- m@ze°2: elektronische Musik #1 (KHE 1999)
- Rudiments: Instrumentalkompositionen 1986–1993 (TONOS 1995)